# Felix Frommelt
Felix Frommelt (* 4. Juli 1842 in Eisenberg (Thüringen); † 25. September 1886 in Roda) war ein deutscher Konsularbeamter.

## Leben
Frommelts Eltern waren der Kriminalgerichtsrat Eduard Ludwig Frommelt und dessen Ehefrau Alwina, geborene Muntz. Frommelt besuchte das Lyzeum in Eisenberg und das Friedrichgymnasium in Altenburg. Nach dem Abitur immatrikulierte er sich zum Sommersemester 1862 an der Universität Jena für Rechtswissenschaft. 1863 wurde er im Corps Guestphalia Jena recipiert. Nach dem Sommersemester 1863 wechselte er als Inaktiver an die Universität Leipzig. 1866 bestand er das Referendarexamen. Am 1. Januar 1867 trat er in den Justiz- und Verwaltungsdienst des Herzogtums Sachsen-Altenburg. 1869 bestand er das Assessorexamen.
Unter Otto von Bismarck trat Frommelt in den konsularischen Dienst des Auswärtigen Amtes. Zum 27. Oktober 1869 wurde er an das Konsulat des Norddeutschen Bundes in Beirut beordert. Nachdem er die Kanzlerstelle verwaltet hatte, wurde er am 18. Dezember 1871 Kanzler. Als Vizekonsul war er ab dem 9. Oktober 1872 am Konsulat Moskau tätig. Von Juli bis November 1874 war er mit der kommissarischen Leitung des Konsulats Sankt Petersburg betraut. Wiederum als Vizekonsul kam er am 30. November 1874 nach Trapezunt an der türkischen Schwarzmeerküste. 1875 zum Dr. iur. promoviert,  wurde er am 15. April 1876 als Konsul nach Sarajevo versetzt. In dieser Eigenschaft erhielt Frommelt 1878 den Roten Adlerorden IV. Klasse sowie den Orden der Eisernen Krone III. Klasse. Seit 1883 erkrankt, wurde er erst beurlaubt und dann am 30. Januar 1885 in den einstweiligen Ruhestand versetzt. Frommelt starb mit 44 Jahren.

## Werke
- Florilegium latinum.
- Regulae iuris.